# Henri Anier
Henri Anier , estonski nogometaš, * 17. december 1990, Talin.

## Življenjepis
Henri se je rodil v glavnem mestu Estonije in z nogometom se je začel ukvarjati pri 6 letih v Flori Talin. Igra kot napadalec ali ofenzivni vezist. Ima tudi 3 leta mlajšega brata Hannesa, ki je tudi profesionalni nogometaš in članski reprezentant Estonije. Svojo prvo profesionalno pogodbo je Henri podpisal leta 2007 za estonski klub Warrior. Doslej je igral na Norveškem, Škotskem in v Nemčiji, sedaj pa zopet igra na Škotskem. Debi za člansko reprezentanco je imel 19 junija 2011 proti Čilu. Svoj prvi reprezentančni gol pa je zabil 8 novembra 2012 proti Omanu.

## Klubska kariera
| Sezona    | Klub              | Država   | Liga | Nastopov | Golov |
| --------- | ----------------- | -------- | ---- | -------- | ----- |
| 2014-     | Erzgebirge Aue    | Nemčija  | II   | 1        | 0     |
| 2013-2014 | Motherwell        | Škotska  | I    | 33       | 9     |
| 2013      | Fredrikstad       | Norveška | II   | 13       | 3     |
| 2012      | Viking            | Norveška | I    | 16       | 1     |
| 2010-2011 | Flora             | Estonija | I    | 48       | 34    |
| 2009      | FC Flora Talin II | Estonija | III  | 2        | 0     |
| 2009      | Flora             | Estonija | I    | 10       | 3     |
| 2008      | FC Flora Talin II | Estonija | III  | 6        | 7     |
| 2008      | Flora             | Estonija | I    | 28       | 15    |
| 2007      | Valga Warrior     | Estonija | II   | 24       | 13    |

## Reprezentančni goli
| # | TERMIN           | PRIZORIŠČE                                 | NASPROTNIK         | GOL ZA | KONČNI IZID | VRSTA TEKME              |
| - | ---------------- | ------------------------------------------ | ------------------ | ------ | ----------- | ------------------------ |
| 1 | 8 november 2012  | Sultan Qaboos Sports Complex, Muškat, Oman | Oman               | 1–1    | 2–1         | prijateljska             |
| 2 | 26 marec 2013    | A Le Coq Arena, Talin, Estonija            | Andora             | 1–0    | 2–0         | kvalifikacije za SP 2014 |
| 3 | 7 junij 2013     | A Le Coq Arena, Tallinn, Estonija          | Trinidad in Tobago | 1–0    | 1–0         | prijateljska             |
| 4 | 19 november 2013 | Rheinpark Stadion, Vaduz, Liechtenstein    | Lihtenštajn        | 2–0    | 3–0         | prijateljska             |
| 5 | 19 november 2013 | Rheinpark Stadion, Vaduz, Liechtenstein    | Lihtenštajn        | 3–0    | 3–0         | prijateljska             |
| 6 | 18 november 2014 | A Le Coq Arena, Tallinn, Estonija          | Jordanija          | 1–0    | 1–0         | prijateljska             |